# Washington State University
Washington State University je vysoká škola se sídlem ve městě Pullman v americkém státě Washington. Studuje zde přes 24 396 studentů. Škola má velmi dobrou pověst především ve výuce oborů farmacie, veterinární lékařství, inženýrství a komunikace.

## Historie
Washington State University byla založena v roce 1890 a v roce 1892 otevřena pod názvem Washington Agricultural College and School of Science. Současný název je používán od roku 1959.

## Sport
Sportovní týmy školy se nazývají Washington State Cougars.

## Významné osobnosti
- Paul Allen - americký podnikatel, který založil Microsoft s Billem Gatesem
- John Fabian - bývalý americký astronaut
- Bianca Kajlich - americká herečka